# Cyndi Lauper in Paris
Fue un álbum en video de la cantante Cyndi Lauper el cual contenía en la grabación del último concierto de su gira True Colors Tour, en vivo desde París, el material solo fue lanzado en el desaparecido formato Laser Disc por lo que actualmente es muy difícil de conseguir.

## Listado de temas
- Change Of Heart
- The Goonies ´R´ Good Enough
- Boy Blue
- All Through The Night
- What's Going On
- Iko Iko
- She Bop
- Calm Inside The Storm
- 911
- One Track Mind
- True Colors
- Maybe He´ll Know
- Tiem After Time
- Money Changes Everything
- Girls Just Want to Have Fun
- Baby Workout
- True Colors (A capela)

## Material incluido
el material incluido cuenta con el concierto completo y un pequeño documental en el cual se ve a Cyndi adelante de un lugar turístico de París con ella contando sobre él.

## Audio y Subtítulos
Audio: 
Stereo PCM
Substitulos:
Inglés

## Antecedente y Procedente
DVD anterior: -
Cyndi Lauper in Paris
DVD Procededor: Twelve Deadly Cyns... And Then Some (DVD)
- Datos: Q3699885